# Jubileum Volume II
A Jubileum Volume II a svéd Bathory második válogatáslemeze, mely 1993-ban jelent meg.

## Számlista
1. "The Return of the Darkness and Evil" – 4:59
2. "Burnin' Leather"  – 3:54
3. "One Rode to Asa Bay" – 9:20
4. "The Golden Walls of Heaven" – 5:23
5. "Call from the Grave" – 4:58
6. "Die in Fire" – 3:36
7. "Shores in Flames" – 10:44
8. "Possessed" – 2:40
9. "Raise the Dead" – 3:40
10. "Total Destruction" – 3:50
11. "Bond of Blood" – 7:37
12. "Twilight of the Gods" – 13:40